# Umm Hakim bint Abdul Muttalib
Umm Hakim Al-Baydaa bint Abdul Muttalib (arabsky: أم حكيم البيضاء بنت عبد المطلب) byla teta islámského proroka Mohameda.
Narodila se v Mekce okolo roku 546. Byla dcerou Abdula Muttaliba ibn Hašima a jeho ženy Fatimy bint Amr al-Makhzumiy. Byla dvojčetem Abdullaha, otce proroka Mohameda. Umm Hakim byla známá pod přezdívkou Al-Baydaa (ta bílá), jelikož byla Abdullahova jediná dcera se světlou kůží.
Provdala se Kurayzu ibn Rabiu z klanu Abšams z kmene Kurajšovců. Jejich dětmi byli Amir, Arwa (matka chalífy Uthmana), Talha a Umm Talha.
Umm Hakim zemřela před rokem 610.